# Harold Feinstein

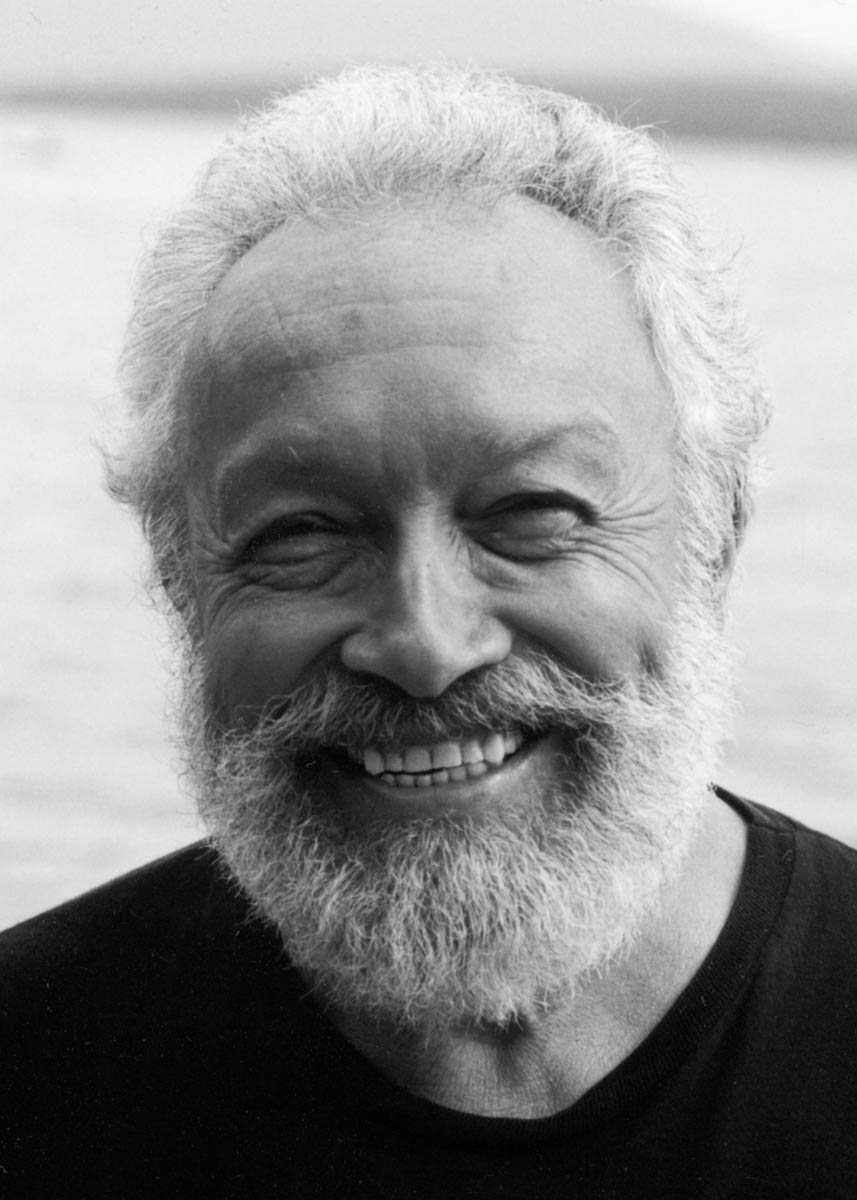
Harold Feinstein, 1998, fotografiert von Judith Thompson

Harold Feinstein (* 17. April 1931 in Coney Island, New York; † 20. Juni 2015 in Merrimac, Massachusetts) war ein US-amerikanischer Fotograf, der für seine eindrucksvollen Schwarz-Weiß-Fotografien des New Yorker Stadtlebens, insbesondere von Coney Island, bekannt wurde.

## Leben
Harold Feinstein begann im Alter von 15 Jahren zu fotografieren, als er sich von einem Nachbarn eine Rolleiflex-Kamera auslieh. Mit 17 Jahren trat er der Photo League bei, einer Gemeinschaft von Fotografen, die sich sozialen und künstlerischen Anliegen widmete. Dort wurde er schnell zu einer prominenten Figur in der aufstrebenden New Yorker Straßenfotografieszene.
Bereits im Alter von 19 Jahren erwarb Edward Steichen, der damalige Kurator des Museum of Modern Art (MoMA), Feinsteins Arbeiten für die ständige Sammlung des Museums. Seine erste Ausstellung fand 1954 im Whitney Museum of American Art statt, 1957 folgte eine weitere im MoMA.
Harold Feinstein war einer der ersten Bewohner des legendären Jazz Loft, das er später seinem langjährigen Kollegen W. Eugene Smith überließ. Im Laufe seiner Karriere unterrichtete er Fotografie an verschiedenen Institutionen, darunter die School of Visual Arts und die University of Massachusetts Amherst.

## Werk
Harold Feinsteins Werk zeichnet sich durch die einfühlsame Darstellung urbanen Lebens aus. Besonders bekannt sind seine über sechs Jahrzehnte entstandenen Fotografien von Coney Island, die einen intimen Einblick in das Leben der Menschen an diesem ikonischen Ort geben. Neben seinen Straßenfotografien umfasst sein Werk auch Aktfotografien, Porträts und Stillleben.
Seine Arbeiten sind in den ständigen Sammlungen bedeutender Museen weltweit vertreten, darunter das Museum of Modern Art, das International Center of Photography und das George Eastman House.